# Copa América 2001/Spiele
Dieser Artikel umfasst die Spiele der Copa América 2001 mit allen statistischen Details. Die Kader der 12 beteiligten Nationalmannschaften finden sich unter Copa América 2001/Kader.

## Gruppenphase

### Gruppe A

#### Chile – Ecuador 4:1 (1:0)
| Chile                                                                               | Chile | Ecuador | Ecuador |
| ----------------------------------------------------------------------------------- | --- | --- | ------- |
| Chile                                                                               | \| 1. Gruppenphase \| \| 11. Juli 2001 um 18:00 Uhr in Barranquilla (Estadio Metropolitano Roberto Meléndez) \| \| Zuschauer: 40.000 \| \| Schiedsrichter: René Ortubé ( Bolivien) \| | \| 1. Gruppenphase \| \| 11. Juli 2001 um 18:00 Uhr in Barranquilla (Estadio Metropolitano Roberto Meléndez) \| \| Zuschauer: 40.000 \| \| Schiedsrichter: René Ortubé ( Bolivien) \| | Ecuador |
| Chile                                                                               | Sergio Vargas – Luis Fuentes, Ricardo Rojas, Pedro Reyes, Mauricio Aros – Marco Villaseca, Moisés Villarroel 79., Claudio Maldonado 65. – Alejandro Osorio – Reinaldo Navia 73., Cristián Montecinos Reserve Rodrigo Valenzuela 65., Marcelo Corrales 73., David Henríquez 79. Cheftrainer: Pedro García Barros ( Chile) | Oswaldo Ibarra – Ulises de la Cruz, Iván Hurtado, Giovanny Espinoza, Raúl Guerrón – Edison Méndez 46., Edwin Tenorio 84., Álex Aguinaga 64., Cléber Chalá – Agustín Delgado, Ángel Fernández Reserve Alfonso Obregón 46., Wellington Sánchez 64., Ebelio Ordóñez 84. Cheftrainer: Hernán Darío Gómez ( Kolumbien) | Ecuador |
| Chile                                                                               | 1:0 Navia (29.) 2:1 Montecinos (73.) 3:1 Corrales (85.) 4:1 Montecinos (90.) | 1:1 Chalá (53.) | Ecuador |
| Chile                                                                               | Fuentes (52.) | Tenorio (51.), Delgado (65.), Chalá (66.) | Ecuador |
| Chile                                                                               | Chalá (77.) | | Ecuador |
| 1. Gruppenphase                                                                     | | |         |
| 11. Juli 2001 um 18:00 Uhr in Barranquilla (Estadio Metropolitano Roberto Meléndez) | | |         |
| Zuschauer: 40.000                                                                   | | |         |
| Schiedsrichter: René Ortubé ( Bolivien)                                             | | |         |

#### Kolumbien – Venezuela 2:0 (1:0)
| Kolumbien                                                                           | Kolumbien | Venezuela | Venezuela |
| ----------------------------------------------------------------------------------- | --- | --- | --------- |
| Kolumbien                                                                           | \| 1. Gruppenphase \| \| 11. Juli 2001 um 20:45 Uhr in Barranquilla (Estadio Metropolitano Roberto Meléndez) \| \| Zuschauer: 50.000 \| \| Schiedsrichter: Gilberto Hidalgo ( Peru) \| | \| 1. Gruppenphase \| \| 11. Juli 2001 um 20:45 Uhr in Barranquilla (Estadio Metropolitano Roberto Meléndez) \| \| Zuschauer: 50.000 \| \| Schiedsrichter: Gilberto Hidalgo ( Peru) \| | Venezuela |
| Kolumbien                                                                           | Óscar Córdoba – Jersson González, Iván Córdoba, Mario Yepes, Roberto Cortés – Juan Ramírez, Freddy Grisales, John Restrepo 78., Giovanni Hernández – Víctor Aristizábal 78., Jairo Castillo 46. Reserve Eudalio Arriaga 46., Elson Becerra 78., David Ferreira 78. Cheftrainer: Francisco Maturana ( Kolumbien) | Rafael Dudamel – Luis Vallenilla, José Rey, Wilfredo Alvarado, Jorge Rojas – Miguel Mea Vitali, Luis Vera, Juan Arango, Ricardo Páez 85. – Alexander Rondón 79., Daniel Noriega 54. Reserve Leopoldo Jiménez 54., Cristian Cásseres 79., Giovanni Pérez 85. Cheftrainer: Richard Páez ( Venezuela) | Venezuela |
| Kolumbien                                                                           | 1:0 Grisales (15.) 2:0 Aristizábal (59., Elfmeter) | | Venezuela |
| Kolumbien                                                                           | I. Córdoba | | Venezuela |
| Kolumbien                                                                           | Vallenilla (47.) | | Venezuela |
| 1. Gruppenphase                                                                     | | |           |
| 11. Juli 2001 um 20:45 Uhr in Barranquilla (Estadio Metropolitano Roberto Meléndez) | | |           |
| Zuschauer: 50.000                                                                   | | |           |
| Schiedsrichter: Gilberto Hidalgo ( Peru)                                            | | |           |

#### Chile – Venezuela 1:0 (0:0)
| Chile                                                                               | Chile | Venezuela | Venezuela |
| ----------------------------------------------------------------------------------- | --- | --- | --------- |
| Chile                                                                               | \| 2. Gruppenphase \| \| 14. Juli 2001 um 16:15 Uhr in Barranquilla (Estadio Metropolitano Roberto Meléndez) \| \| Zuschauer: 33.000 \| \| Schiedsrichter: Gilberto Alcalá ( Mexiko) \| | \| 2. Gruppenphase \| \| 14. Juli 2001 um 16:15 Uhr in Barranquilla (Estadio Metropolitano Roberto Meléndez) \| \| Zuschauer: 33.000 \| \| Schiedsrichter: Gilberto Alcalá ( Mexiko) \| | Venezuela |
| Chile                                                                               | Sergio Vargas – Luis Fuentes, Ricardo Rojas, Pedro Reyes, Mauricio Aros 46. – Moisés Villarroel 28., Marco Villaseca, Pablo Galdames, Alejandro Osorio 66. – Reinaldo Navia 73., Cristián Montecinos Reserve David Henríquez 26., Rodrigo Valenzuela 66., Eros Pérez 73. Cheftrainer: Pedro García Barros ( Chile) | Rafael Dudamel – Leonel Vielma, José Rey, Wilfredo Alvarado, Elvis Martínez – Miguel Mea Vitali, Luis Vera, Juan Arango, Ricardo Páez 63. – Gabriel Urdaneta 72., Daniel Noriega 78. Reserve Alexander Rondón 63., Giovanni Pérez 72., Héctor González 78. Cheftrainer: Richard Páez ( Venezuela) | Venezuela |
| Chile                                                                               | 1:0 Montecinos (78.) | | Venezuela |
| Chile                                                                               | Fuentes, Henríquez | Alvarado, M. Mea Vitali | Venezuela |
| 2. Gruppenphase                                                                     | | |           |
| 14. Juli 2001 um 16:15 Uhr in Barranquilla (Estadio Metropolitano Roberto Meléndez) | | |           |
| Zuschauer: 33.000                                                                   | | |           |
| Schiedsrichter: Gilberto Alcalá ( Mexiko)                                           | | |           |

#### Kolumbien – Ecuador 1:0 (1:0)
| Kolumbien                                                                           | Kolumbien | Ecuador | Ecuador |
| ----------------------------------------------------------------------------------- | --- | --- | ------- |
| Kolumbien                                                                           | \| 2. Gruppenphase \| \| 14. Juli 2001 um 18:30 Uhr in Barranquilla (Estadio Metropolitano Roberto Meléndez) \| \| Zuschauer: 40.000 \| \| Schiedsrichter: Ubaldo Aquino ( Paraguay) \|                                                                                                   | \| 2. Gruppenphase \| \| 14. Juli 2001 um 18:30 Uhr in Barranquilla (Estadio Metropolitano Roberto Meléndez) \| \| Zuschauer: 40.000 \| \| Schiedsrichter: Ubaldo Aquino ( Paraguay) \|                                                                                                  | Ecuador |
| Kolumbien                                                                           | Óscar Córdoba – Jersson González, Iván Córdoba, Mario Yepes, Gerardo Bedoya – Juan Ramírez, Freddy Grisales, John Restrepo, Giovanni Hernández 74. – Víctor Aristizábal 78., Jairo Castillo Reserve Eudalio Arriaga 68., Mauricio Molina 74. Cheftrainer: Francisco Maturana ( Kolumbien) | José Cevallos – Ulises de la Cruz, Iván Hurtado, Giovanny Espinoza, Raúl Guerrón 46. – Edison Méndez, Juan Burbano, Alfonso Obregón 46., Álex Aguinaga – Agustín Delgado, Ángel Fernández Reserve Wellington Sánchez 46., Edwin Tenorio 46. Cheftrainer: Hernán Darío Gómez ( Kolumbien) | Ecuador |
| Kolumbien                                                                           | 1:0 Aristizábal (29.) | | Ecuador |
| Kolumbien                                                                           | Aristizábal, Arriaga | Aguinaga, Tenorio | Ecuador |
| Kolumbien                                                                           | Aguinaga (81.) | | Ecuador |
| 2. Gruppenphase                                                                     | | |         |
| 14. Juli 2001 um 18:30 Uhr in Barranquilla (Estadio Metropolitano Roberto Meléndez) | | |         |
| Zuschauer: 40.000                                                                   | | |         |
| Schiedsrichter: Ubaldo Aquino ( Paraguay)                                           | | |         |

#### Ecuador – Venezuela 4:0 (2:0)
| Ecuador                                                                             | Ecuador | Venezuela | Venezuela |
| ----------------------------------------------------------------------------------- | --- | --- | --------- |
| Ecuador                                                                             | \| 3. Gruppenphase \| \| 17. Juli 2001 um 18:30 Uhr in Barranquilla (Estadio Metropolitano Roberto Meléndez) \| \| Zuschauer: 20.000 \| \| Schiedsrichter: Gilberto Hidalgo ( Peru) \|                                                                                                   | \| 3. Gruppenphase \| \| 17. Juli 2001 um 18:30 Uhr in Barranquilla (Estadio Metropolitano Roberto Meléndez) \| \| Zuschauer: 20.000 \| \| Schiedsrichter: Gilberto Hidalgo ( Peru) \| | Venezuela |
| Ecuador                                                                             | Oswaldo Ibarra – Ulises de la Cruz, Iván Hurtado, Giovanny Espinoza, Raúl Guerrón – Edison Méndez, Juan Burbano, Wellington Sánchez 76., Cléber Chalá 78. – Agustín Delgado, Ángel Fernández Reserve Juan Aguinaga 76., Alfonso Obregón 78. Cheftrainer: Hernán Darío Gómez ( Kolumbien) | Rafael Dudamel – Leonel Vielma, José Rey, Wilfredo Alvarado, Elvis Martínez – Miguel Mea Vitali 74., Luis Vera, Juan Arango 46., Ricardo Páez 69. – Gabriel Urdaneta, Daniel Noriega Reserve Alexander Rondón 46., Leopoldo Jiménez 69., Giovanni Pérez 74. Cheftrainer: Richard Páez ( Venezuela) | Venezuela |
| Ecuador                                                                             | 1:0 Delgado (19., Kopfball) 2:0 Fernández (29.) 3:0 Méndez (60.) 4:0 Delgado (63.) | | Venezuela |
| Ecuador                                                                             | Sánchez, Guerrón | Vera, Páez | Venezuela |
| 3. Gruppenphase                                                                     | | |           |
| 17. Juli 2001 um 18:30 Uhr in Barranquilla (Estadio Metropolitano Roberto Meléndez) | | |           |
| Zuschauer: 20.000                                                                   | | |           |
| Schiedsrichter: Gilberto Hidalgo ( Peru)                                            | | |           |

#### Kolumbien – Chile 2:0 (1:0)
| Kolumbien                                                                           | Kolumbien | Chile | Chile |
| ----------------------------------------------------------------------------------- | --- | --- | ----- |
| Kolumbien                                                                           | \| 3. Gruppenphase \| \| 17. Juli 2001 um 20:45 Uhr in Barranquilla (Estadio Metropolitano Roberto Meléndez) \| \| Zuschauer: 50.000 \| \| Schiedsrichter: Jorge Larrionda ( Uruguay) \| | \| 3. Gruppenphase \| \| 17. Juli 2001 um 20:45 Uhr in Barranquilla (Estadio Metropolitano Roberto Meléndez) \| \| Zuschauer: 50.000 \| \| Schiedsrichter: Jorge Larrionda ( Uruguay) \| | Chile |
| Kolumbien                                                                           | Miguel Calero – Iván López, Iván Córdoba, Mario Yepes, Gerardo Bedoya – Juan Ramírez, Freddy Grisales, Fabián Vargas 67., Giovanni Hernández 73. – Víctor Aristizábal 46., Elkin Murillo Reserve Elson Becerra 46., Eudalio Arriaga 67., Mauricio Molina 73. Cheftrainer: Francisco Maturana ( Kolumbien) | Sergio Vargas – Mauricio Pozo, Ricardo Rojas, Pedro Reyes, Eros Pérez – Marco Villaseca, Pablo Galdames, Claudio Maldonado, Rodrigo Valenzuela 63. – Reinaldo Navia 46., Cristián Montecinos Reserve Marcelo Corrales 46. 71., Manuel Neira 63., Rodrigo Núñez 71. Cheftrainer: Pedro García Barros ( Chile) | Chile |
| Kolumbien                                                                           | 1:0 Aristizábal (10., Elfmeter) 2:0 Arriaga (90.) | | Chile |
| Kolumbien                                                                           | Vargas, Arriaga, I. Córdoba | Pozo | Chile |
| Kolumbien                                                                           | Murillo (34.) | Galdames (34.) | Chile |
| 3. Gruppenphase                                                                     | | |       |
| 17. Juli 2001 um 20:45 Uhr in Barranquilla (Estadio Metropolitano Roberto Meléndez) | | |       |
| Zuschauer: 50.000                                                                   | | |       |
| Schiedsrichter: Jorge Larrionda ( Uruguay)                                          | | |       |

### Gruppe B

#### Paraguay – Peru 3:3 (1:1)
| Paraguay                                                               | Paraguay | Peru | Peru |
| ---------------------------------------------------------------------- | --- | --- | ---- |
| Paraguay                                                               | \| 1. Gruppenphase \| \| 12. Juli 2001 um 17:30 Uhr in Cali (Estadio Olímpico Pascual Guerrero) \| \| Zuschauer: 35.000 \| \| Schiedsrichter: Ángel Sánchez ( Argentinien) \| | \| 1. Gruppenphase \| \| 12. Juli 2001 um 17:30 Uhr in Cali (Estadio Olímpico Pascual Guerrero) \| \| Zuschauer: 35.000 \| \| Schiedsrichter: Ángel Sánchez ( Argentinien) \| | Peru |
| Paraguay                                                               | Ricardo Tavarelli – Néstor Isasi, Juan Cáceres, Denis Caniza, Daniel Sanabria – Julio Enciso, Edgar Robles 46., Estanislao Struway 59., Gustavo Morínigo 59. – Guido Alvarenga, Virgilio Ferreira Reserve Julio González 46., Silvio Garay 50., Alfredo Amarilla 50. Cheftrainer: Sergio Markarián ( Uruguay) | Óscar Ibáñez – Jorge Soto 68., José Soto, Santiago Salazar, Juan Pajuelo – Martín Hidalgo, Juan Jayo, José del Solar, Gustavo Tempone 68. – Abel Lobatón 76., Darío Muchotrigo Reserve Pedro Ascoy 68., Édson Uribe 68., Roberto Holsen 76. Cheftrainer: Julio César Uribe ( Peru) | Peru |
| Paraguay                                                               | 1:1 Ferreira (23.) 2:2 Ferreira (64., Kopfball) 3:3 Garay (90.) | 0:1 Lobatón (16., Kopfball) 1:2 Pajuelo (57., Kopfball) 2:3 del Solar (72.) | Peru |
| Paraguay                                                               | Struway, Isasi | Pajuelo, Hidalgo, Lobatón, Del Solar | Peru |
| Paraguay                                                               | Caniza (57.) | del Solar (79.) | Peru |
| 1. Gruppenphase                                                        | | |      |
| 12. Juli 2001 um 17:30 Uhr in Cali (Estadio Olímpico Pascual Guerrero) | | |      |
| Zuschauer: 35.000                                                      | | |      |
| Schiedsrichter: Ángel Sánchez ( Argentinien)                           | | |      |

#### Mexiko – Brasilien 1:0 (1:0)
| Mexiko                                                                 | Mexiko | Brasilien | Brasilien |
| ---------------------------------------------------------------------- | --- | --- | --------- |
| Mexiko                                                                 | \| 1. Gruppenphase \| \| 12. Juli 2001 um 19:45 Uhr in Cali (Estadio Olímpico Pascual Guerrero) \| \| Zuschauer: 38.000 \| \| Schiedsrichter: Óscar Ruiz ( Kolumbien) \| | \| 1. Gruppenphase \| \| 12. Juli 2001 um 19:45 Uhr in Cali (Estadio Olímpico Pascual Guerrero) \| \| Zuschauer: 38.000 \| \| Schiedsrichter: Óscar Ruiz ( Kolumbien) \|                                                               | Brasilien |
| Mexiko                                                                 | Óscar Pérez – Miguel Zepeda 80., Manuel Vidrio, Rafael Márquez, Heriberto Morales – Johan Rodríguez 80., Gerardo Torrado, Ramón Morales, García Aspe – Jesús Arellano, Jared Borgetti Reserve Sigifredo Mercado 80., Daniel Osorno 80. Cheftrainer: Javier Aguirre ( Mexiko) | Marcos – Alessandro 63., Cris, Roque Júnior, Roger – Fábio Rochemback, Emerson, Alex, Juninho Paulista 46. – Geovanni, Mário Jardel 46. Reserve Denílson 46., Guilherme 46., Juninho 63. Cheftrainer: Luiz Felipe Scolari ( Brasilien) | Brasilien |
| Mexiko                                                                 | 1:0 Borgetti (5.) | | Brasilien |
| Mexiko                                                                 | R. Morales, Rodríguez, H. Morales | Rochembach, Emerson, Roque Júnior | Brasilien |
| 1. Gruppenphase                                                        | | |           |
| 12. Juli 2001 um 19:45 Uhr in Cali (Estadio Olímpico Pascual Guerrero) | | |           |
| Zuschauer: 38.000                                                      | | |           |
| Schiedsrichter: Óscar Ruiz ( Kolumbien)                                | | |           |

#### Brasilien – Peru 2:0 (1:0)
| Brasilien                                                              | Brasilien | Peru | Peru |
| ---------------------------------------------------------------------- | --- | --- | ---- |
| Brasilien                                                              | \| 2. Gruppenphase \| \| 15. Juli 2001 um 16:00 Uhr in Cali (Estadio Olímpico Pascual Guerrero) \| \| Zuschauer: 30.000 \| \| Schiedsrichter: Jorge Larrionda ( Uruguay) \|                                                        | \| 2. Gruppenphase \| \| 15. Juli 2001 um 16:00 Uhr in Cali (Estadio Olímpico Pascual Guerrero) \| \| Zuschauer: 30.000 \| \| Schiedsrichter: Jorge Larrionda ( Uruguay) \| | Peru |
| Brasilien                                                              | Marcos – Juan, Cris, Roque Júnior, Juliano Belletti – Eduardo Costa, Emerson 62., Alex 58., Júnior – Ewerthon, Guilherme 70. Reserve Juninho 58., Juninho Paulista 62., Denílson 70. Cheftrainer: Luiz Felipe Scolari ( Brasilien) | Óscar Ibáñez – Jorge Soto, José Soto, Santiago Salazar, Juan Pajuelo – Martín Hidalgo, Juan Jayo, Luis Hernández 46., Pedro García 60. – Abel Lobatón 69., Darío Muchotrigo Reserve Walter Zevallos 46., Roberto Holsen 60., Juan Hernández 69. Cheftrainer: Julio César Uribe ( Peru) | Peru |
| Brasilien                                                              | 1:0 Guilherme (9.) 2:0 Denílson (85.) | | Peru |
| Brasilien                                                              | Eduardo Costa, Denilson | L. Hernández | Peru |
| Brasilien                                                              | Salazar (67.) | | Peru |
| 2. Gruppenphase                                                        | | |      |
| 15. Juli 2001 um 16:00 Uhr in Cali (Estadio Olímpico Pascual Guerrero) | | |      |
| Zuschauer: 30.000                                                      | | |      |
| Schiedsrichter: Jorge Larrionda ( Uruguay)                             | | |      |

#### Paraguay – Mexiko 0:0
| Paraguay                                                               | Paraguay | Mexiko | Mexiko |
| ---------------------------------------------------------------------- | --- | --- | ------ |
| Paraguay                                                               | \| 2. Gruppenphase \| \| 15. Juli 2001 um 18:15 Uhr in Cali (Estadio Olímpico Pascual Guerrero) \| \| Zuschauer: 40.000 \| \| Schiedsrichter: Roger Zambrano ( Ecuador) \| | \| 2. Gruppenphase \| \| 15. Juli 2001 um 18:15 Uhr in Cali (Estadio Olímpico Pascual Guerrero) \| \| Zuschauer: 40.000 \| \| Schiedsrichter: Roger Zambrano ( Ecuador) \| | Mexiko |
| Paraguay                                                               | Ricardo Tavarelli – Néstor Isasi, Juan Cáceres, Pánfilo Escobar, Daniel Sanabria – Julio Enciso, Edgar Robles 46., Estanislao Struway 76., Silvio Garay 46. – Guido Alvarenga, Virgilio Ferreira Reserve Alfredo Amarilla 46., Juan Cáceres 46., Julio González 76. Cheftrainer: Sergio Markarián ( Uruguay) | Adrián Martínez – Alberto Rodríguez, Manuel Vidrio, Rafael Márquez, Ignacio Hierro – Octavio Valdez 46., Sigifredo Mercado, Daniel Osorno 51., García Aspe – Cesáreo Victorino, Antonio de Nigris 64. Reserve Ramón Morales 46., Juan Pablo Rodríguez 51., Jared Borgetti 64. Cheftrainer: Javier Aguirre ( Mexiko) | Mexiko |
| Paraguay                                                               | Amarilla, Isasi | Mercado, Hierro | Mexiko |
| 2. Gruppenphase                                                        | | |        |
| 15. Juli 2001 um 18:15 Uhr in Cali (Estadio Olímpico Pascual Guerrero) | | |        |
| Zuschauer: 40.000                                                      | | |        |
| Schiedsrichter: Roger Zambrano ( Ecuador)                              | | |        |

#### Peru – Mexiko 1:0 (0:0)
| Peru                                                                   | Peru | Mexiko | Mexiko |
| ---------------------------------------------------------------------- | --- | --- | ------ |
| Peru                                                                   | \| 3. Gruppenphase \| \| 18. Juli 2001 um 17:30 Uhr in Cali (Estadio Olímpico Pascual Guerrero) \| \| Zuschauer: 20.000 \| \| Schiedsrichter: René Ortubé ( Bolivien) \| | \| 3. Gruppenphase \| \| 18. Juli 2001 um 17:30 Uhr in Cali (Estadio Olímpico Pascual Guerrero) \| \| Zuschauer: 20.000 \| \| Schiedsrichter: René Ortubé ( Bolivien) \| | Mexiko |
| Peru                                                                   | Óscar Ibáñez – Jorge Soto, José Soto, Walter Zevallos 46., Juan Pajuelo – Martín Hidalgo, Juan Jayo, José del Solar, Darío Muchotrigo – Roberto Holsen 89., Abel Lobatón 63. Reserve Pedro García 46., Gustavo Tempone 63., Pedro Ascoy 89. Cheftrainer: Julio César Uribe ( Peru) | Oswaldo Sánchez – Alberto Rodríguez, Manuel Vidrio, Joaquín Reyes 46., Heriberto Morales – Juan Rodríguez 46., Gerardo Torrado, Ramón Morales, Jesús Arellano – Cesáreo Victorino 65., Jared Borgetti Reserve Sigifredo Mercado 46., Miguel Zepeda 46., Antonio de Nigris 65. Cheftrainer: Javier Aguirre ( Mexiko) | Mexiko |
| Peru                                                                   | 1:0 Holsen (48.) | | Mexiko |
| Peru                                                                   | Hidalgo, Lobatón, Tempone, Ibáñez | Borgetti, Arellano | Mexiko |
| Peru                                                                   | Muchotrigo (62.) | Borgetti (62.) | Mexiko |
| 3. Gruppenphase                                                        | | |        |
| 18. Juli 2001 um 17:30 Uhr in Cali (Estadio Olímpico Pascual Guerrero) | | |        |
| Zuschauer: 20.000                                                      | | |        |
| Schiedsrichter: René Ortubé ( Bolivien)                                | | |        |

#### Brasilien – Paraguay 3:1 (0:1)
| Brasilien                                                              | Brasilien | Paraguay | Paraguay |
| ---------------------------------------------------------------------- | --- | --- | -------- |
| Brasilien                                                              | \| 3. Gruppenphase \| \| 18. Juli 2001 um 19:45 Uhr in Cali (Estadio Olímpico Pascual Guerrero) \| \| Zuschauer: 40.000 \| \| Schiedsrichter: Ángel Sánchez ( Argentinien) \|                                                      | \| 3. Gruppenphase \| \| 18. Juli 2001 um 19:45 Uhr in Cali (Estadio Olímpico Pascual Guerrero) \| \| Zuschauer: 40.000 \| \| Schiedsrichter: Ángel Sánchez ( Argentinien) \| | Paraguay |
| Brasilien                                                              | Marcos – Juan, Cris, Roque Júnior, Juliano Belletti – Eduardo Costa, Emerson 55., Alex 65., Júnior – Ewerthon 44., Guilherme Reserve Denílson 44., Juninho 55., Fábio Rochemback 65. Cheftrainer: Luiz Felipe Scolari ( Brasilien) | Ricardo Tavarelli – Pánfilo Escobar, Juan Cáceres, Denis Caniza, Daniel Sanabria – Julio Enciso 57., Aristides Masi 64., Gustavo Morínigo, Silvio Garay – Guido Alvarenga, Virgilio Ferreira 75. Reserve Estanislao Struway 57., Julio González 64., Edgar Robles 75. Cheftrainer: Sergio Markarián ( Uruguay) | Paraguay |
| Brasilien                                                              | 1:1 Alex (60.) 2:1 Belletti (89.) 3:1 Denílson (90.) | 0:1 Alvarenga (11., Elfmeter) | Paraguay |
| Brasilien                                                              | Roque Júnior, Júnior, Fábio Rochembach | Enciso, Escobar, Garay | Paraguay |
| Brasilien                                                              | Roque Júnior (58.) | | Paraguay |
| Brasilien                                                              | Caniza (81.) | | Paraguay |
| 3. Gruppenphase                                                        | | |          |
| 18. Juli 2001 um 19:45 Uhr in Cali (Estadio Olímpico Pascual Guerrero) | | |          |
| Zuschauer: 40.000                                                      | | |          |
| Schiedsrichter: Ángel Sánchez ( Argentinien)                           | | |          |

### Gruppe C

#### Uruguay – Bolivien 1:0 (0:0)
| Uruguay                                                            | Uruguay | Bolivien | Bolivien |
| ------------------------------------------------------------------ | --- | --- | -------- |
| Uruguay                                                            | \| 1. Gruppenphase \| \| 13. Juli 2001 um 18:00 Uhr in Medellín (Estadio Atanasio Girardot) \| \| Zuschauer: 38.000 \| \| Schiedsrichter: Mauricio Navarro ( Kanada) \| | \| 1. Gruppenphase \| \| 13. Juli 2001 um 18:00 Uhr in Medellín (Estadio Atanasio Girardot) \| \| Zuschauer: 38.000 \| \| Schiedsrichter: Mauricio Navarro ( Kanada) \| | Bolivien |
| Uruguay                                                            | Gustavo Munúa – Carlos Díaz, Gonzalo Sorondo, Joe Bizera, Pablo Lima – Diego Pérez, Christian Callejas, Andrés Martínez 56., Rodrigo Lemos 63. – Ernesto Chevantón 79., Richard Morales Reserve Jorge Anchén 56., Sebastián Eguren 63., Carlos Morales 79. Cheftrainer: Víctor Púa ( Uruguay) | Carlos Arias – Gatty Ribeiro, Eduardo Jiguchi, Marco Sandy, Ronald Raldes – Lorgio Álvarez, Franz Calustro, Julio Baldivieso, Limberg Gutiérrez 73. – Joaquín Botero, Milton Coimbra 73. Reserve Ronald García 73., Líder Paz 73. Cheftrainer: Carlos Aragonés ( Bolivien) | Bolivien |
| Uruguay                                                            | 1:0 Chevantón (64.) | | Bolivien |
| Uruguay                                                            | Martínez, Lima | Alvarez, Baldivieso, Calustro | Bolivien |
| 1. Gruppenphase                                                    | | |          |
| 13. Juli 2001 um 18:00 Uhr in Medellín (Estadio Atanasio Girardot) | | |          |
| Zuschauer: 38.000                                                  | | |          |
| Schiedsrichter: Mauricio Navarro ( Kanada)                         | | |          |

#### Costa Rica – Honduras 1:0 (0:0)
| Costa Rica                                                         | Costa Rica | Honduras | Honduras |
| ------------------------------------------------------------------ | --- | --- | -------- |
| Costa Rica                                                         | \| 1. Gruppenphase \| \| 13. Juli 2001 um 20:15 Uhr in Medellín (Estadio Atanasio Girardot) \| \| Zuschauer: 35.000 \| \| Schiedsrichter: Mario Sánchez Yantén ( Chile) \| | \| 1. Gruppenphase \| \| 13. Juli 2001 um 20:15 Uhr in Medellín (Estadio Atanasio Girardot) \| \| Zuschauer: 35.000 \| \| Schiedsrichter: Mario Sánchez Yantén ( Chile) \| | Honduras |
| Costa Rica                                                         | Erick Lonnis – Jervis Drummond, Luis Marín, Reynaldo Parks, Gilberto Martínez, Carlos Castro – Walter Centeno 61., Mauricio Solís, Steven Bryce 71. – Rolando Fonseca 61., Paulo Wanchope Reserve Rónald Gómez 61., Hernán Medford 61., Rodrigo Cordero 71. Cheftrainer: Alexandre Guimarães ( Brasilien- Costa Rica) | Noel Valladares – Ninrol Medina, David Cárcamo, Milton Reyes 23., Carlos Güity – Óscar Lagos, Robel Bernárdez, Danilo Turcios, Amado Guevara – David Suazo 14., Saúl Martínez 64. Reserve Marvin Brown 14., Limber Pérez 23., Mario Rodríguez 64. Cheftrainer: Ramón Maradiaga ( Honduras) | Honduras |
| Costa Rica                                                         | 1:0 Wanchope (63., Kopfball) | | Honduras |
| Costa Rica                                                         | Parks | Lagos | Honduras |
| 1. Gruppenphase                                                    | | |          |
| 13. Juli 2001 um 20:15 Uhr in Medellín (Estadio Atanasio Girardot) | | |          |
| Zuschauer: 35.000                                                  | | |          |
| Schiedsrichter: Mario Sánchez Yantén ( Chile)                      | | |          |

#### Uruguay – Costa Rica 1:1 (0:1)
| Uruguay                                                            | Uruguay | Costa Rica | Costa Rica |
| ------------------------------------------------------------------ | --- | --- | ---------- |
| Uruguay                                                            | \| 2. Gruppenphase \| \| 16. Juli 2001 um 18:00 Uhr in Medellín (Estadio Atanasio Girardot) \| \| Zuschauer: 20.000 \| \| Schiedsrichter: Carlos Simon ( Brasilien) \| | \| 2. Gruppenphase \| \| 16. Juli 2001 um 18:00 Uhr in Medellín (Estadio Atanasio Girardot) \| \| Zuschauer: 20.000 \| \| Schiedsrichter: Carlos Simon ( Brasilien) \| | Costa Rica |
| Uruguay                                                            | Gustavo Munúa – Carlos Díaz, Gonzalo Sorondo, Joe Bizera, Alejandro Curbelo – Diego Pérez, Christian Callejas, Andrés Martínez 51., Rodrigo Lemos 58. – Carlos Morales 88., Richard Morales Reserve Jorge Anchén 51., Sebastián Eguren 58., Carlos Gutiérrez 88. Cheftrainer: Víctor Púa ( Uruguay) | Erick Lonnis – Jervis Drummond, Luis Marín, Reynaldo Parks, Gilberto Martínez, Carlos Castro – Walter Centeno, Mauricio Solís, Rónald Gómez 76. – Hernán Medford 57., Paulo Wanchope Reserve Rolando Fonseca 57., Steven Bryce 76. Cheftrainer: Alexandre Guimarães ( Brasilien- Costa Rica) | Costa Rica |
| Uruguay                                                            | 1:1 C. Morales (53., Kopfball) | 0:1 Wanchope (28.) | Costa Rica |
| Uruguay                                                            | Callejas, Sorondo | Gómez, Wanchope | Costa Rica |
| 2. Gruppenphase                                                    | | |            |
| 16. Juli 2001 um 18:00 Uhr in Medellín (Estadio Atanasio Girardot) | | |            |
| Zuschauer: 20.000                                                  | | |            |
| Schiedsrichter: Carlos Simon ( Brasilien)                          | | |            |

#### Honduras – Bolivien 2:0 (0:0)
| Honduras                                                           | Honduras | Bolivien | Bolivien |
| ------------------------------------------------------------------ | --- | --- | -------- |
| Honduras                                                           | \| 2. Gruppenphase \| \| 16. Juli 2001 um 20:15 Uhr in Medellín (Estadio Atanasio Girardot) \| \| Zuschauer: 25.000 \| \| Schiedsrichter: John Toro Rendón ( Kolumbien) \| | \| 2. Gruppenphase \| \| 16. Juli 2001 um 20:15 Uhr in Medellín (Estadio Atanasio Girardot) \| \| Zuschauer: 25.000 \| \| Schiedsrichter: John Toro Rendón ( Kolumbien) \| | Bolivien |
| Honduras                                                           | Noel Valladares – Ninrol Medina, David Cárcamo, Samuel Caballero, Carlos Güity 29. – Óscar Lagos 87., Ricky García, Danilo Turcios 64., Amado Guevara – Julio León, Saúl Martínez Reserve Limber Pérez 29., Mario Rodríguez 64., Robel Bernárdez 87. Cheftrainer: Ramón Maradiaga ( Honduras) | Carlos Arias – Gatty Ribeiro, Eduardo Jiguchi, Marco Sandy, Lorgio Álvarez – Ronald Raldes 46., Franz Calustro, Julio Baldivieso 78., Ronald García – Joaquín Botero, Líder Paz 66. Reserve Limberg Gutiérrez 46., Milton Coimbra 66., Marcelo Carballo 78. Cheftrainer: Carlos Aragonés ( Bolivien) | Bolivien |
| Honduras                                                           | 1:0 Guevara (53.) 2:0 Guevara (68.) | | Bolivien |
| Honduras                                                           | Lagos | Gutiérrez | Bolivien |
| Honduras                                                           | Sandy (73.), Coimbra (81.) | | Bolivien |
| 2. Gruppenphase                                                    | | |          |
| 16. Juli 2001 um 20:15 Uhr in Medellín (Estadio Atanasio Girardot) | | |          |
| Zuschauer: 25.000                                                  | | |          |
| Schiedsrichter: John Toro Rendón ( Kolumbien)                      | | |          |

#### Costa Rica – Bolivien 4:0 (1:0)
| Costa Rica                                                        | Costa Rica | Bolivien | Bolivien |
| ----------------------------------------------------------------- | --- | --- | -------- |
| Costa Rica                                                        | \| 3. Gruppenphase \| \| 19. Juli 2001 um 18:0 Uhr in Medellín (Estadio Atanasio Girardot) \| \| Zuschauer: 25.000 \| \| Schiedsrichter: Luis Solórzano ( Venezuela) \| | \| 3. Gruppenphase \| \| 19. Juli 2001 um 18:0 Uhr in Medellín (Estadio Atanasio Girardot) \| \| Zuschauer: 25.000 \| \| Schiedsrichter: Luis Solórzano ( Venezuela) \|                                                                                    | Bolivien |
| Costa Rica                                                        | Ricardo González – Jervis Drummond, Robert Arias, Luis Marín, Austin Berry – Walter Centeno, Harold Wallace, Rodrigo Cordero, Rónald Gómez 61. – Rolando Fonseca, Paulo Wanchope 72. Reserve Steven Bryce 61., Mauricio Solís 72. Cheftrainer: Alexandre Guimarães ( Brasilien- Costa Rica) | Carlos Arias – Gatty Ribeiro, Eduardo Jiguchi, Marcelo Carballo, Percy Colque 46. – Ronald Raldes, Raúl Justiniano, Julio Baldivieso, Limberg Gutiérrez – Joaquín Botero, Roger Suárez Reserve Lorgio Álvarez 46. Cheftrainer: Carlos Aragonés ( Bolivien) | Bolivien |
| Costa Rica                                                        | 1:0 Wanchope (45.) 2:0 Bryce (63.) 3:0 Wanchope (71., Kopfball) 4:0 Fonseca (84.) | | Bolivien |
| Costa Rica                                                        | Cordero | Justiniano, Jiguchi, Suárez | Bolivien |
| 3. Gruppenphase                                                   | | |          |
| 19. Juli 2001 um 18:0 Uhr in Medellín (Estadio Atanasio Girardot) | | |          |
| Zuschauer: 25.000                                                 | | |          |
| Schiedsrichter: Luis Solórzano ( Venezuela)                       | | |          |

#### Honduras – Uruguay 1:0 (0:0)
| Honduras                                                           | Honduras | Uruguay | Uruguay |
| ------------------------------------------------------------------ | --- | --- | ------- |
| Honduras                                                           | \| 3. Gruppenphase \| \| 19. Juli 2001 um 20:15 Uhr in Medellín (Estadio Atanasio Girardot) \| \| Zuschauer: 35.000 \| \| Schiedsrichter: Roger Zambrano ( Ecuador) \|                                                                          | \| 3. Gruppenphase \| \| 19. Juli 2001 um 20:15 Uhr in Medellín (Estadio Atanasio Girardot) \| \| Zuschauer: 35.000 \| \| Schiedsrichter: Roger Zambrano ( Ecuador) \| | Uruguay |
| Honduras                                                           | Noel Valladares – Ninrol Medina, David Cárcamo, Samuel Caballero, Carlos Güity – Mario Rodríguez 86., Ricky García, Danilo Turcios, Amado Guevara – Julio León, Saúl Martínez Reserve Marvin Brown 86. Cheftrainer: Ramón Maradiaga ( Honduras) | Adrián Berbia – Carlos Díaz, Carlos Gutiérrez, Joe Bizera, Alejandro Curbelo, Claudio Dadomo – Sebastián Eguren, Andrés Martínez 70., Rodrigo Lemos 82. – Carlos Morales, Walter Guglielmone 67. Reserve Richard Morales 67., Diego Pérez 70., Jorge Anchén 82. Cheftrainer: Víctor Púa ( Uruguay) | Uruguay |
| Honduras                                                           | 1:0 Guevara (86.) | | Uruguay |
| Honduras                                                           | Caballero, Güity, León | Curbelo, Bizera, Eguren | Uruguay |
| Honduras                                                           | Bizera (52.), Eguren (80.) | | Uruguay |
| 3. Gruppenphase                                                    | | |         |
| 19. Juli 2001 um 20:15 Uhr in Medellín (Estadio Atanasio Girardot) | | |         |
| Zuschauer: 35.000                                                  | | |         |
| Schiedsrichter: Roger Zambrano ( Ecuador)                          | | |         |

## Finalrunde

### Viertelfinale

#### Mexiko – Chile 2:0 (1:0)
| Mexiko                                                                  | Mexiko | Chile | Chile |
| ----------------------------------------------------------------------- | --- | --- | ----- |
| Mexiko                                                                  | \| Viertelfinale \| \| 22. Juli 2001 um 15:00 Uhr in Pereira (Estadio Hernán Ramírez Villegas) \| \| Zuschauer: 20.000 \| \| Schiedsrichter: Carlos Simon ( Brasilien) \| | \| Viertelfinale \| \| 22. Juli 2001 um 15:00 Uhr in Pereira (Estadio Hernán Ramírez Villegas) \| \| Zuschauer: 20.000 \| \| Schiedsrichter: Carlos Simon ( Brasilien) \| | Chile |
| Mexiko                                                                  | Óscar Pérez – Alberto Barrera 26., Manuel Vidrio, Rafael Márquez, Heriberto Morales – Johan Rodríguez 66., Gerardo Torrado, Ramón Morales, García Aspe – Jesús Arellano, Antonio de Nigris 70. Reserve Miguel Zepeda 26., Sigifredo Mercado 66., Daniel Osorno 70. Cheftrainer: Javier Aguirre ( Mexiko) | Sergio Vargas – Luis Fuentes, Ricardo Rojas, Pedro Reyes, Eros Pérez 66. – Marco Villaseca, Claudio Maldonado 75., Alejandro Osorio, Rodrigo Núñez 38. – Reinaldo Navia, Cristián Montecinos Reserve Rodrigo Valenzuela 38., Manuel Neira 66., David Henríquez 75. Cheftrainer: Pedro García Barros ( Chile) | Chile |
| Mexiko                                                                  | 1:0 Arellano (17.) 2:0 Osorno (78.) | | Chile |
| Mexiko                                                                  | de Nigris, Vidrio, Pérez | Rojas, Villaseca | Chile |
| Viertelfinale                                                           | | |       |
| 22. Juli 2001 um 15:00 Uhr in Pereira (Estadio Hernán Ramírez Villegas) | | |       |
| Zuschauer: 20.000                                                       | | |       |
| Schiedsrichter: Carlos Simon ( Brasilien)                               | | |       |

#### Uruguay – Costa Rica 2:1 (0:0)
| Uruguay                                                               | Uruguay | Costa Rica | Costa Rica |
| --------------------------------------------------------------------- | --- | --- | ---------- |
| Uruguay                                                               | \| Viertelfinale \| \| 22. Juli 2001 um 17:30 Uhr in Armenia (Estadio Centenario de Armenia) \| \| Zuschauer: 29.000 \| \| Schiedsrichter: Óscar Ruiz ( Kolumbien) \| | \| Viertelfinale \| \| 22. Juli 2001 um 17:30 Uhr in Armenia (Estadio Centenario de Armenia) \| \| Zuschauer: 29.000 \| \| Schiedsrichter: Óscar Ruiz ( Kolumbien) \| | Costa Rica |
| Uruguay                                                               | Gustavo Munúa – Jorge Anchén, Carlos Gutiérrez, Gonzalo Sorondo, Alejandro Curbelo, Pablo Lima – Diego Pérez, Christian Callejas, Rodrigo Lemos 90. – Carlos Morales 70., Richard Morales Reserve Rubén Olivera 70., Andrés Martínez 90. Cheftrainer: Víctor Púa ( Uruguay) | Erick Lonnis – Jervis Drummond, Luis Marín, Reynaldo Parks, Gilberto Martínez, Carlos Castro – Walter Centeno 69., Mauricio Solís, Rónald Gómez 65. – Rolando Fonseca, Paulo Wanchope Reserve Steven Bryce 65., Rodrigo Cordero 69. Cheftrainer: Alexandre Guimarães ( Brasilien- Costa Rica) | Costa Rica |
| Uruguay                                                               | 1:1 Lemos (61., Elfmeter) 2:1 Lima (87., Freistoß) | 0:1 Wanchope (52.) | Costa Rica |
| Uruguay                                                               | Callejas, C. Morales, Munúa | Marín, Solís, Lonnis, Wanchope | Costa Rica |
| Viertelfinale                                                         | | |            |
| 22. Juli 2001 um 17:30 Uhr in Armenia (Estadio Centenario de Armenia) | | |            |
| Zuschauer: 29.000                                                     | | |            |
| Schiedsrichter: Óscar Ruiz ( Kolumbien)                               | | |            |

#### Honduras – Brasilien 2:0 (0:0)
| Honduras                                                     | Honduras | Brasilien | Brasilien |
| ------------------------------------------------------------ | --- | --- | --------- |
| Honduras                                                     | \| Viertelfinale \| \| 23. Juli 2001 um 17:30 Uhr in Manizales (Estadio Palogrande) \| \| Zuschauer: 30.000 \| \| Schiedsrichter: Ubaldo Aquino ( Paraguay) \| | \| Viertelfinale \| \| 23. Juli 2001 um 17:30 Uhr in Manizales (Estadio Palogrande) \| \| Zuschauer: 30.000 \| \| Schiedsrichter: Ubaldo Aquino ( Paraguay) \|                                                                         | Brasilien |
| Honduras                                                     | Noel Valladares – Ninrol Medina, David Cárcamo, Samuel Caballero, Limber Pérez – Ricky García, Robel Bernárdez, Danilo Turcios 68., Amado Guevara – Julio León 88., Saúl Martínez Reserve Mario Rodríguez 68., Júnior Izaguirre 88. Cheftrainer: Ramón Maradiaga ( Honduras) | Marcos – Juan, Cris, Roque Júnior, Juliano Belletti – Eduardo Costa 65., Emerson, Luisão 46., Alex 46. – Denílson, Guilherme Reserve Juninho 46., Juninho Paulista 46., Mário Jardel 65. Cheftrainer: Luiz Felipe Scolari ( Brasilien) | Brasilien |
| Honduras                                                     | 1:0 Belletti (57., Eigentor) 2:0 Martínez (90.) | | Brasilien |
| Honduras                                                     | Martínez, Medina | Eduardo Costa, Júnior | Brasilien |
| Honduras                                                     | Cárcamo (82.) | Emerson (82.) | Brasilien |
| Viertelfinale                                                | | |           |
| 23. Juli 2001 um 17:30 Uhr in Manizales (Estadio Palogrande) | | |           |
| Zuschauer: 30.000                                            | | |           |
| Schiedsrichter: Ubaldo Aquino ( Paraguay)                    | | |           |

#### Kolumbien – Peru 3:0 (0:0)
| Kolumbien                                                             | Kolumbien | Peru | Peru |
| --------------------------------------------------------------------- | --- | --- | ---- |
| Kolumbien                                                             | \| Viertelfinale \| \| 23. Juli 2001 um 19:45 Uhr in Armenia (Estadio Centenario de Armenia) \| \| Zuschauer: 30.000 \| \| Schiedsrichter: Gilberto Alcalá ( Mexiko) \| | \| Viertelfinale \| \| 23. Juli 2001 um 19:45 Uhr in Armenia (Estadio Centenario de Armenia) \| \| Zuschauer: 30.000 \| \| Schiedsrichter: Gilberto Alcalá ( Mexiko) \| | Peru |
| Kolumbien                                                             | Óscar Córdoba – Jersson González, Andrés Orozco, Mario Yepes, Gerardo Bedoya 46. – Juan Ramírez 83., Freddy Grisales, Fabián Vargas, Giovanni Hernández 74. – Víctor Aristizábal, David Ferreira Reserve Roberto Cortés 46., Mauricio Molina 74., Óscar Díaz 83. Cheftrainer: Francisco Maturana ( Kolumbien) | Óscar Ibáñez – Jorge Soto 74., José Soto, Santiago Salazar, Walter Zevallos, Juan Pajuelo – Juan Jayo, José del Solar 77., Luis Hernández 65. – Pedro García, Roberto Holsen Reserve Walter Vílchez 65., Édson Uribe 74., Gustavo Tempone 77. Cheftrainer: Julio César Uribe ( Peru) | Peru |
| Kolumbien                                                             | 1:0 Aristizábal (50.) 2:0 Hernández (66.) 3:0 Aristizábal (69., Kopfball) | | Peru |
| Kolumbien                                                             | Yepes | Ibáñez, Jayo | Peru |
| Viertelfinale                                                         | | |      |
| 23. Juli 2001 um 19:45 Uhr in Armenia (Estadio Centenario de Armenia) | | |      |
| Zuschauer: 30.000                                                     | | |      |
| Schiedsrichter: Gilberto Alcalá ( Mexiko)                             | | |      |

### Halbfinale

#### Mexiko – Uruguay 2:1 (1:1)
| Mexiko                                                                  | Mexiko | Uruguay | Uruguay |
| ----------------------------------------------------------------------- | --- | --- | ------- |
| Mexiko                                                                  | \| Halbfinale \| \| 25. Juli 2001 um 19:45 Uhr in Pereira (Estadio Hernán Ramírez Villegas) \| \| Zuschauer: 20.000 \| \| Schiedsrichter: Ángel Sánchez ( Argentinien) \| | \| Halbfinale \| \| 25. Juli 2001 um 19:45 Uhr in Pereira (Estadio Hernán Ramírez Villegas) \| \| Zuschauer: 20.000 \| \| Schiedsrichter: Ángel Sánchez ( Argentinien) \| | Uruguay |
| Mexiko                                                                  | Óscar Pérez – Miguel Zepeda 34., Manuel Vidrio, Rafael Márquez 62., Heriberto Morales – Johan Rodríguez 55., Gerardo Torrado, Ramón Morales, García Aspe – Jesús Arellano, Jared Borgetti Reserve Sigifredo Mercado 34., Antonio de Nigris 55., Alberto Rodríguez 62. Cheftrainer: Javier Aguirre ( Mexiko) | Gustavo Munúa – Jorge Anchén 61., Carlos Gutiérrez, Gonzalo Sorondo, Joe Bizera 76., Pablo Lima – Diego Pérez, Christian Callejas, Rodrigo Lemos 69. – Carlos Morales, Richard Morales Reserve Carlos Díaz 61., Rubén Olivera 69., Fabián Estoyanoff 76. Cheftrainer: Víctor Púa ( Uruguay) | Uruguay |
| Mexiko                                                                  | 1:0 Borgetti (14.) 2:1 Aspe (67., Elfmeter) | 1:1 R. Morales (62., Kopfball) | Uruguay |
| Mexiko                                                                  | García Aspe, Márquez, De Nigris, Torrado | Lima, Anchén, Callejas, Sorondo | Uruguay |
| Mexiko                                                                  | García Aspe (88.) | | Uruguay |
| Mexiko                                                                  | Vidrio (90.) | C. Morales (45.), R.Morales (90.) | Uruguay |
| Halbfinale                                                              | | |         |
| 25. Juli 2001 um 19:45 Uhr in Pereira (Estadio Hernán Ramírez Villegas) | | |         |
| Zuschauer: 20.000                                                       | | |         |
| Schiedsrichter: Ángel Sánchez ( Argentinien)                            | | |         |

#### Kolumbien – Honduras 2:0 (1:0)
| Kolumbien                                                    | Kolumbien | Honduras | Honduras |
| ------------------------------------------------------------ | --- | --- | -------- |
| Kolumbien                                                    | \| Halbfinale \| \| 26. Juli 2001 um 19:45 Uhr in Manizales (Estadio Palogrande) \| \| Zuschauer: 40.000 \| \| Schiedsrichter: Mario Sánchez Yantén ( Chile) \| | \| Halbfinale \| \| 26. Juli 2001 um 19:45 Uhr in Manizales (Estadio Palogrande) \| \| Zuschauer: 40.000 \| \| Schiedsrichter: Mario Sánchez Yantén ( Chile) \| | Honduras |
| Kolumbien                                                    | Óscar Córdoba – Iván López, Iván Córdoba, Mario Yepes, Gerardo Bedoya – Juan Ramírez, Freddy Grisales, Fabián Vargas, Giovanni Hernández – Víctor Aristizábal 72., Elkin Murillo 90. Reserve Eudalio Arriaga 72., John Restrepo 90. Cheftrainer: Francisco Maturana ( Kolumbien) | Noel Valladares – Limber Pérez, Ninrol Medina, Samuel Caballero, Carlos Güity – Ricky García 60., Robel Bernárdez, Danilo Turcios 67., Amado Guevara – Julio de León, Saúl Martínez 73. Reserve Reynaldo Piñeda 60., Mario Rodríguez 67., Marvin Brown 73. Cheftrainer: Ramón Maradiaga ( Honduras) | Honduras |
| Kolumbien                                                    | 1:0 Bedoya (6.) 2:0 Aristizábal (63.) | | Honduras |
| Kolumbien                                                    | Ramírez, Grisales | García, León, Guevara, Pérez | Honduras |
| Halbfinale                                                   | | |          |
| 26. Juli 2001 um 19:45 Uhr in Manizales (Estadio Palogrande) | | |          |
| Zuschauer: 40.000                                            | | |          |
| Schiedsrichter: Mario Sánchez Yantén ( Chile)                | | |          |

### Spiel um Platz 3

#### Honduras – Uruguay 2:2 (2:2), 5:4 i.E.
Zum ersten Mal in der Geschichte der Copa América wurde der dritte Platz durch ein Elfmeterschießen entschieden.
| Honduras                                                       | Honduras | Uruguay | Uruguay |
| -------------------------------------------------------------- | --- | --- | ------- |
| Honduras                                                       | \| 29. Juli 2001 um 14:00 Uhr in Bogotá (Estadio Nemesio Camacho) \| \| Zuschauer: 47.000 \| \| Schiedsrichter: Gilberto Hidalgo ( Peru) \| | \| 29. Juli 2001 um 14:00 Uhr in Bogotá (Estadio Nemesio Camacho) \| \| Zuschauer: 47.000 \| \| Schiedsrichter: Gilberto Hidalgo ( Peru) \| | Uruguay |
| Honduras                                                       | Henry Enamorado – Júnior Izaguirre, Leonardo Morales 81., Samuel Caballero, Limber Pérez – Ricky García, Robel Bernárdez, Danilo Turcios 64., Amado Guevara 90. – Reynaldo Piñeda, Saúl Martínez Reserve Mario Rodríguez 64., Ninrol Medina 81., Hesler Phillips 90. Cheftrainer: Ramón Maradiaga ( Honduras) | Adrián Berbia – Carlos Díaz, Carlos Gutiérrez, Gonzalo Sorondo, Joe Bizera, Claudio Dadomo 84. – Diego Pérez, Andrés Martínez 66., Rodrigo Lemos – Fabián Estoyanoff, Walter Guglielmone 87. Reserve Julio Rodríguez 66., Pablo Lima 84., Rubén Olivera 87. Cheftrainer: Víctor Púa ( Uruguay) | Uruguay |
| Honduras                                                       | 1:0 Martínez (14.) 2:1 Izaguirre (67., Kopfball) | 1:1 Bizera (22., Kopfball) 2:2 Martínez (45.) | Uruguay |
| Honduras                                                       | Elfmeterschießen | | Uruguay |
| Honduras                                                       | 1:1 Pineda 2:1 Martínez 3:2 García 4:3 Medina 5:4 Izaguirre | 0:1 Sorondo 1:1 Gutiérrez 2:2 Rodríguez 3:3 Lemos 4:4 Olivera | Uruguay |
| Honduras                                                       | Morales, Pineda | Bizera, Sorondo, Estoyanoff, Martínez | Uruguay |
| 29. Juli 2001 um 14:00 Uhr in Bogotá (Estadio Nemesio Camacho) | | |         |
| Zuschauer: 47.000                                              | | |         |
| Schiedsrichter: Gilberto Hidalgo ( Peru)                       | | |         |

### Finale

#### Kolumbien – Mexiko 1:0 (0:0)
| Kolumbien                                                      | Kolumbien | Mexiko | Mexiko |
| -------------------------------------------------------------- | --- | --- | ------ |
| Kolumbien                                                      | \| 29. Juli 2001 um 16:30 Uhr in Bogotá (Estadio Nemesio Camacho) \| \| Zuschauer: 47.000 \| \| Schiedsrichter: Ubaldo Aquino ( Paraguay) \| | \| 29. Juli 2001 um 16:30 Uhr in Bogotá (Estadio Nemesio Camacho) \| \| Zuschauer: 47.000 \| \| Schiedsrichter: Ubaldo Aquino ( Paraguay) \| | Mexiko |
| Kolumbien                                                      | Óscar Córdoba – Iván López, Iván Córdoba, Mario Yepes, Gerardo Bedoya – Juan Ramírez, Freddy Grisales, Fabián Vargas, Giovanni Hernández 88. – Víctor Aristizábal 32., Elkin Murillo Reserve Jairo Castillo 32., Mauricio Molina 88. Cheftrainer: Francisco Maturana ( Kolumbien) | Óscar Pérez – Alberto Rodríguez 74., Octavio Valdez, Sigifredo Mercado, Heriberto Morales – Johan Rodríguez 67., Gerardo Torrado, Ramón Morales, Juan Rodríguez – Jesús Arellano 59., Jared Borgetti Reserve Cesáreo Victorino 59., Daniel Osorno 67., Miguel Zepeda 74., Cheftrainer: Javier Aguirre ( Mexiko) | Mexiko |
| Kolumbien                                                      | 1:0 I. Córdoba (65., Kopfball) | | Mexiko |
| Kolumbien                                                      | Bedoya, Vargas, Molina | Torrado, R. Morales | Mexiko |
| Kolumbien                                                      | Torrado (90.) | | Mexiko |
| Kolumbien                                                      | Juan Rodríguez (79.) | | Mexiko |
| 29. Juli 2001 um 16:30 Uhr in Bogotá (Estadio Nemesio Camacho) | | |        |
| Zuschauer: 47.000                                              | | |        |
| Schiedsrichter: Ubaldo Aquino ( Paraguay)                      | | |        |